# Air-Canada-Flug 621
Am 5. Juli 1970 stürzte eine Douglas DC-8-63 auf dem Air-Canada-Flug 621 ab, nachdem mehrere Explosionen die Treibstofftanks in der rechten Tragfläche aufgerissen hatten. Vorausgegangen war ein Durchstartmanöver auf dem Flughafen Toronto-International, wobei die Maschine so hart aufsetzte, dass ein Triebwerk abbrach und ein Tragflächentank leck schlug. Bei dem Unfall kamen alle 109 Insassen ums Leben.

## Flugverlauf
Die am 29. April 1970 ausgelieferte Douglas DC-8 (Kennzeichen: CF-TIW) der Air Canada befand sich auf einem Linienflug vom Flughafen Montréal-Dorval über den Flughafen Toronto-International zum Los Angeles International Airport. Bis kurz vor der Zwischenlandung in Toronto verlief der Flug ohne besondere Vorkommnisse.
Die beiden Piloten waren bereits häufig miteinander geflogen und hatten sich auf Drängen des Kapitäns dabei angewöhnt, den in der Lande-Checkliste vorgeschriebenen Schritt „Störklappen entsichern“ auszulassen. Erst als die Maschine die Befeuerung der Landebahn 32 in einer Höhe von rund 18 Metern (60 Fuß) überflog, forderte der Kapitän den Kopiloten zur Entriegelung der Störklappen auf. Der Kopilot fuhr die Klappen versehentlich komplett aus, anstatt sie lediglich zu entsichern. Die Maschine verlor dadurch schlagartig an Auftrieb. Obwohl der Kapitän umgehend ein Durchstartmanöver einleitete, konnte er nicht verhindern, dass das Flugzeug durchsackte und mit dem Hauptfahrwerk sehr hart auf der Bahn aufsetzte. Dabei führte der hohe Anstellwinkel der Maschine zu einem Tailstrike. Der Aufprall erfolgte mit einer Sinkrate von etwa sechs Metern pro Sekunde und überstieg die strukturellen Belastungsgrenzen des Flugzeugs, wodurch das rechte äußere Triebwerk (Triebwerk Nr. 4) mitsamt seiner Aufhängung von der Tragfläche abriss.
Nur eine halbe Sekunde später hob die Maschine wieder ab. Die Besatzung fuhr die Störklappen sowie das Fahrwerk ein und stieg auf eine Höhe von knapp 850 Metern (3.100 Fuß). Die Piloten teilten der Flugsicherung mit, dass sie in eine Platzrunde eindrehen würden, um einen erneuten Anflug auf die Landebahn 32 auszuführen. Durch den Abriss des Triebwerkspylons war die untere Hülle des rechten Reservetanks beschädigt worden. Das auslaufende Kerosin entzündete sich vermutlich an den zerrissenen elektrischen Leitungen. Augenzeugen am Boden gaben an, dass die Maschine während des Steigflugs eine dunkle Rauchfahne hinter sich herzog und Flammen zu sehen waren. Etwa zweieinhalb Minuten nach dem Abheben wurde der äußere Abschnitt der rechten Tragfläche durch eine Explosion der Treibstoffgase im Reservetank aufgerissen. Eine zweite Explosion erfolgte acht Sekunden später im weiter rumpfseitig gelegenen Haupttank, wodurch das rechte innere Triebwerk (Triebwerk Nr. 3) abbrach. Weitere sechseinhalb Sekunden später verursachte eine dritte Explosion großflächige Schäden an der Tragflächenstruktur, die zum vollständigen Abriss des äußeren Tragflächendrittels führten. Daraufhin rollte die Maschine um ihre Längsachse nach rechts und ging in einen unkontrollierten Sturzflug über. Die brennende Douglas DC-8 schlug rund zehn Kilometer nordwestlich des Flughafens, nahe der Stadt Brampton, mit einer Geschwindigkeit von circa 410 km/h (220 Knoten) in einem Feld auf.

## Unfalluntersuchung

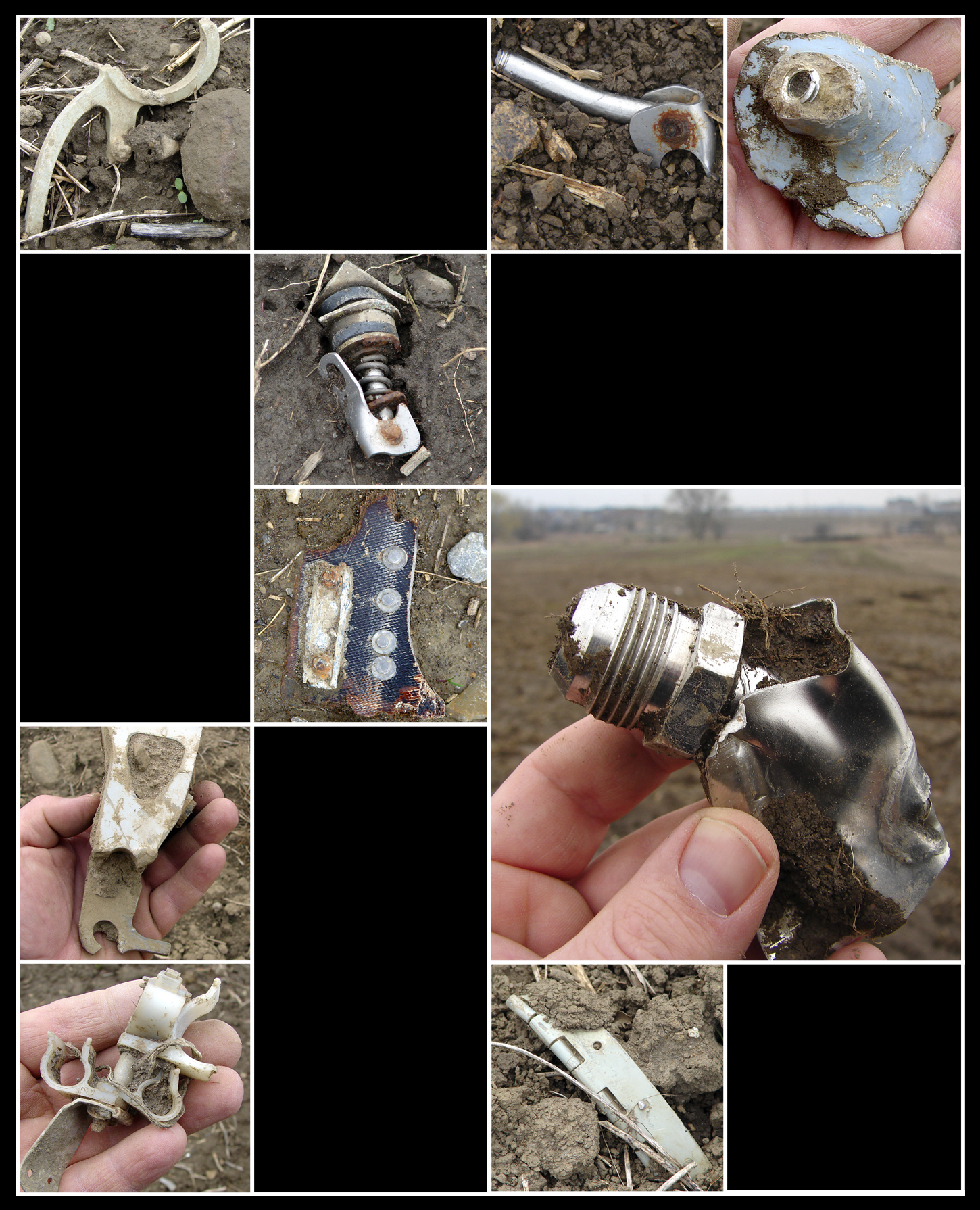
Kleinere Trümmerteile der Maschine, die nicht geborgen wurden und an der Unfallstelle verblieben waren

Der kanadische Abschlussbericht entspricht nicht den Vorgaben der ICAO und enthält keine explizite Angabe zur „wahrscheinlichen Unfallursache“. Aus dem Bericht wird aber deutlich, dass der Unfall durch die vom Kapitän geforderte Nichteinhaltung des verbindlichen Checklisten-Verfahrens, durch seine unklaren Anweisungen und den daraus folgenden Bedienungsfehler des Kopiloten verursacht wurde.
Laut Betriebshandbuch („aircraft operating manual“) der Fluggesellschaft sollten die Störklappen beim Abarbeiten der Lande-Checkliste entsichert werden, so dass diese nach dem Aufsetzen automatisch gesetzt würden. Der Kapitän hatte sich angewöhnt, den in der Lande-Checkliste verbindlich festgelegten Schritt „Störklappen entsichern“ auszulassen, weil er befürchtete, dass die Klappen im Fall einer Störung noch im Flug unbeabsichtigt ausfahren könnten. Auch von seinen Ersten Offizieren verlangte der Kapitän die Umsetzung des abweichenden Verfahrens. Der Kopilot dieses Fluges hatte sich bei früheren gemeinsamen Flügen zunächst klar gegen die vom Kapitän gewünschte Nichteinhaltung der Vorschriften ausgesprochen und gefordert, dass die Störklappen wie im Betriebshandbuch vorgeschrieben betätigt werden sollten. Dieser Konflikt wurde schließlich durch einen Kompromiss zwischen den beiden Auffassungen gelöst. Wenn der Kopilot die Maschine flog („pilot flying“), entriegelte der Kapitän („pilot not flying“) die Störklappen auf Zuruf im Endanflug. Steuerte dagegen der Kapitän das Flugzeug („pilot flying“), so wurden die Störklappen vor der Landung nicht entsichert, sondern vom Kopiloten unmittelbar nach dem Aufsetzen manuell ausgefahren. Am Unfalltag wich die Besatzung von ihrer selbst gewählten Vorgehensweise ab. Der Kapitän hatte zwar angekündigt, dass die Klappen diesmal bereits kurz vor dem Aufsetzen auf seinen Zuruf hin entsichert werden sollten; als er hierzu wenige Minuten später das knappe und nicht standardisierte Kommando „OK“ gab, fuhr der Kopilot („pilot not flying“) die Klappen aber wie gewohnt manuell aus. Der Kopilot erkannte seinen Fehler sofort und entschuldigte sich. Parallel dazu erhöhte der Kapitän die Leistung der Triebwerke maximal und zog die Flugzeugnase nach oben, um durchzustarten. Bevor die Triebwerke ihre Startleistung erreichten, prallte das Flugzeug hart auf die Landebahn.
Es gab keine Hinweise darauf, dass den Piloten die Schwere der Schäden bewusst war, die das Flugzeug beim Aufsetzen erlitten hatte. Sie registrierten erst 107 Sekunden nach dem Abheben, dass das Triebwerk Nr. 4 keine Leistung mehr lieferte, gingen wahrscheinlich aber von einem Triebwerksausfall und nicht von einem vollständigen Abriss des Motors aus. Ebenso bemerkten die Piloten nicht, dass Kerosin austrat und die Tragfläche in Brand geraten war. Die Besatzung erwähnte keine technischen Probleme, während sie mit der Flugsicherung sprach und die Platzrunde ankündigte. Auch die vom Cockpit Voice Recorder aufgezeichneten Gespräche deuteten nicht darauf hin, dass die Piloten bis zur ersten Tankexplosion von ernsten Problemen ausgingen.
Nach Ansicht der Ermittler wären die Konsequenzen nicht so verheerend gewesen, wenn der Kapitän sich gegen das Durchstarten und für die Fortsetzung der Landung entschieden hätte. Allerdings wurde ihm kein Fehlverhalten vorgeworfen, weil er durch das Manöver einen Aufprall auf die Landebahn verhindern wollte und die sich daraus entwickelnden Folgen kaum absehen konnte.
Der Unfall resultierte aus der Nichteinhaltung des Checklisten-Verfahrens. Das ohnehin massiv vom Standard abweichende Vorgehen der Besatzung wurde beim Unfallflug erneut grundlegend geändert und das fatale Ausfahren der Störklappen durch das höchst missverständliche Kommando „OK“ des Kapitäns ausgelöst. Daraufhin zog der Kopilot den Hebel für die Störklappen wie gewohnt in die untere statt in die obere Position und fuhr die Klappen somit versehentlich aus.
Weder in den Betriebshandbüchern des Herstellers Douglas noch in denen der Air Canada war dokumentiert worden, dass ein manuelles Setzen der Störklappen nach dem Ausfahren des Fahrwerks überhaupt möglich war. Auch den Schulungspiloten der Air Canada war dies nicht bekannt. Die kanadische Untersuchungskommission bemängelte, dass der Hersteller es versäumt hatte, einen Sicherheitsmechanismus einzubauen, der ein unbeabsichtigtes Ausfahren der Störklappen im Landeanflug verhinderte. Nachdem am 23. Juni 1973 eine Douglas DC-8-61 der isländischen Fluggesellschaft Loftleidir durch einen ähnlichen Bedienungsfehler der Störklappen bei einer Landung auf dem John F. Kennedy International Airport beschädigt wurde, ordnete die US-amerikanische Luftfahrtbehörde Federal Aviation Administration (FAA) eine entsprechende sicherheitstechnische Nachrüstung aller Flugzeuge der Serien DC-8-50 und DC-8-60 verbindlich an.